# Moon Seon-min
Moon Seon-min ((문선민?); Seul, 9 giugno 1992) è un calciatore sudcoreano, centrocampista dello Jeonbuk Hyundai e della nazionale sudcoreana.

## Caratteristiche tecniche
È un'ala destra con doti tecniche elevate e realizza reti da posizioni scomode.

## Carriera

### Club
Dopo essersi diplomato nel 2010, Moon ha preso parte alla competizione "The Chance" organizzata dall'azienda sportiva Nike. Essendo stato uno degli otto vincitori, nell'estate 2011 è volato in Inghilterra per unirsi alla Nike Academy.
Proprio alla Nike Academy è stato notato da Graham Potter, allenatore inglese che stava allenando nella terza serie svedese, il quale si trovava lì per visionare un altro giocatore dell'Academy come David Accam. Potter ha così deciso di portarlo con sé all'Östersund e di tesserarlo a partire dal gennaio seguente, con il club rossonero che nel frattempo aveva conquistato la promozione in seconda serie.
Alla fine della seconda stagione svedese, aveva espresso l'intenzione di voler tornare in Corea del Sud per via della nostalgia di casa, salvo poi tornare sui suoi passi e continuare la parentesi scandinava. Terminata l'annata 2014, ha ricevuto il premio di miglior giocatore dell'Östersund di quell'anno.

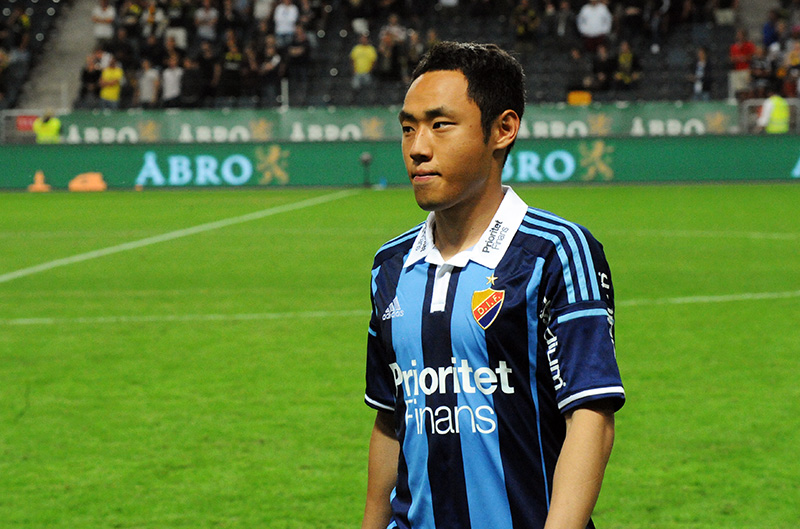
Moon Seon-min nel 2015 al Djurgården

Moon ha iniziato all'Östersund anche il campionato di Superettan 2015 (concluso con la prima promozione in Allsvenskan nella storia del club), ma è rimasto in rossonero solo per metà torneo, dato che il 17 luglio 2015 è passato al Djurgården in prestito con diritto di riscatto (che sarà poi esercitato). La squadra della capitale svedese aveva in programma di tesserarlo nella successiva sessione di mercato, ma la vendita di Martin Broberg e il grave infortunio occorso a Haris Radetinac hanno indotto la dirigenza ad agire anticipatamente.
La sua prima partita nella massima serie svedese è stata il derby esterno contro l'AIK perso 1-0 davanti a 39.387 spettatori. Con questa presenza, Moon è diventato il primo coreano a scendere in campo in Allsvenskan, dato che il connazionale nonché compagno di squadra Yoon Soo-Yong, che era arrivato in precampionato, non ha mai giocato partite di campionato con il club. Ha terminato la stagione con 10 presenze e una rete. Queste stesse statistiche le ha fatte registrare anche l'anno seguente, segnata in parte da problemi fisici. Nonostante il contratto fino al 2018, Moon ottenuto la rescissione al termine dell'Allsvenskan 2016.
Rientrato nel suo paese di origine, ha firmato con l'Incheon United, formazione militante in K League. Durante il campionato 2017 ha realizzato 4 gol e fornito 3 assist, mentre nella sola prima parte del torneo 2018 ha messo a segno 6 gol e 3 assist. Queste prestazioni gli hanno valso la chiamata al Mondiale di Russia 2018.

### Nazionale
Moon ha collezionato la prima presenza con la nazionale maggiore sudcoreana a pochi giorni dall'inizio dei Mondiali 2018, in occasione di un'amichevole con l'Honduras, durante la quale è riuscito anche a segnare un gol.
È stato incluso nella lista dei convocati per il Campionato mondiale di calcio 2018, durante i quali ha giocato in due occasioni: nella sconfitta di misura contro il Messico e nella vittoria per 2-0 sulla Germania, partita ininfluente per la squadra asiatica già eliminata, ma che causato l'uscita della selezione tedesca dal Mondiale.

## Statistiche

### Cronologia presenze e reti in nazionale
| Cronologia completa delle presenze e delle reti in nazionale ― Corea del Sud | Cronologia completa delle presenze e delle reti in nazionale ― Corea del Sud | Cronologia completa delle presenze e delle reti in nazionale ― Corea del Sud | Cronologia completa delle presenze e delle reti in nazionale ― Corea del Sud | Cronologia completa delle presenze e delle reti in nazionale ― Corea del Sud | Cronologia completa delle presenze e delle reti in nazionale ― Corea del Sud | Cronologia completa delle presenze e delle reti in nazionale ― Corea del Sud | Cronologia completa delle presenze e delle reti in nazionale ― Corea del Sud |
| Data                                                                         | Città                                                                        | In casa                                                                      | Risultato                                                                    | Ospiti                                                                       | Competizione                                                                 | Reti                                                                         | Note                                                                         |
| ---------------------------------------------------------------------------- | ---------------------------------------------------------------------------- | ---------------------------------------------------------------------------- | ---------------------------------------------------------------------------- | ---------------------------------------------------------------------------- | ---------------------------------------------------------------------------- | ---------------------------------------------------------------------------- | ---------------------------------------------------------------------------- |
| 28-5-2018                                                                    | Taegu                                                                        | Corea del Sud                                                                | 2 – 0                                                                        | Honduras                                                                     | Amichevole                                                                   | 1                                                                            | 56’                                                                          |
| 1-6-2018                                                                     | Jeonju                                                                       | Corea del Sud                                                                | 1 – 3                                                                        | Bosnia ed Erzegovina                                                         | Amichevole                                                                   | -                                                                            | 80’                                                                          |
| 7-6-2018                                                                     | Innsbruck                                                                    | Corea del Sud                                                                | 0 – 0                                                                        | Bolivia                                                                      | Amichevole                                                                   | -                                                                            | 45’                                                                          |
| 23-6-2018                                                                    | Rostov                                                                       | Corea del Sud                                                                | 1 – 2                                                                        | Messico                                                                      | Mondiali 2018 - 1º turno                                                     | -                                                                            | 77’                                                                          |
| 27-6-2018                                                                    | Kazan'                                                                       | Corea del Sud                                                                | 2 – 0                                                                        | Germania                                                                     | Mondiali 2018 - 1º turno                                                     | -                                                                            | 48’ 69’                                                                      |
| 7-9-2018                                                                     | Goyang                                                                       | Corea del Sud                                                                | 2 – 0                                                                        | Costa Rica                                                                   | Amichevole                                                                   | -                                                                            | 68’                                                                          |
| 11-9-2018                                                                    | Suwon                                                                        | Corea del Sud                                                                | 0 – 0                                                                        | Cile                                                                         | Amichevole                                                                   | -                                                                            | 86’                                                                          |
| 12-10-2018                                                                   | Seul                                                                         | Corea del Sud                                                                | 2 – 1                                                                        | Uruguay                                                                      | Amichevole                                                                   | -                                                                            | 81’                                                                          |
| 16-10-2018                                                                   | Cheonan                                                                      | Corea del Sud                                                                | 2 – 2                                                                        | Panama                                                                       | Amichevole                                                                   | -                                                                            | 71’                                                                          |
| 17-11-2018                                                                   | Brisbane                                                                     | Australia                                                                    | 1 – 1                                                                        | Corea del Sud                                                                | Amichevole                                                                   | -                                                                            | 69’                                                                          |
| 20-11-2018                                                                   | Brisbane                                                                     | Uzbekistan                                                                   | 0 – 4                                                                        | Corea del Sud                                                                | Amichevole                                                                   | 1                                                                            | 52’                                                                          |
| 11-12-2019                                                                   | Busan                                                                        | Corea del Sud                                                                | 2 – 0                                                                        | Hong Kong                                                                    | Coppa dell'Asia orientale 2019                                               | -                                                                            | 62’                                                                          |
| 15-12-2019                                                                   | Busan                                                                        | Corea del Sud                                                                | 1 – 0                                                                        | Cina                                                                         | Coppa dell'Asia orientale 2019                                               | -                                                                            | 81’ 88’                                                                      |
| 18-12-2019                                                                   | Busan                                                                        | Corea del Sud                                                                | 1 – 0                                                                        | Giappone                                                                     | Coppa dell'Asia orientale 2019                                               | -                                                                            | 73’                                                                          |
| 12-9-2023                                                                    | Newcastle upon Tyne                                                          | Arabia Saudita                                                               | 0 – 1                                                                        | Corea del Sud                                                                | Amichevole                                                                   | -                                                                            | 69’                                                                          |
| 13-10-2023                                                                   | Seul                                                                         | Corea del Sud                                                                | 4 – 0                                                                        | Tunisia                                                                      | Amichevole                                                                   | -                                                                            | 90’                                                                          |
| 15-10-2024                                                                   | Yongin                                                                       | Corea del Sud                                                                | 3 – 2                                                                        | Iraq                                                                         | Qual. Mondiali 2026                                                          | -                                                                            | 59’                                                                          |
| 5-6-2025                                                                     | Bassora                                                                      | Iraq                                                                         | 0 – 2                                                                        | Corea del Sud                                                                | Qual. Mondiali 2026                                                          | -                                                                            | 61’ 80’                                                                      |
| 7-7-2025                                                                     | Yongin                                                                       | Corea del Sud                                                                | 3 – 0                                                                        | Cina                                                                         | Coppa dell'Asia orientale 2025                                               | -                                                                            |                                                                              |
| Totale                                                                       |                                                                              | Presenze                                                                     | 19                                                                           |                                                                              | Reti                                                                         | 2                                                                            |                                                                              |